# Општина Паначи (Сучава)
Паначи (рум. Panaci) општина је у Румунији у округу Сучава.
Oпштина се налази на надморској висини од 1261 m.